# Championnat du monde féminin de match-play
Le Championnat du monde féminin de match-play (HSBC Women's World Match Play Championship en anglais) est un tournoi de golf féminin du LPGA Tour. Cette épreuve fut créée en 2005 et se disputa en 2005 et 2006 sur la parcours du Hamilton Farm Golf Club à Gladstone (New Jersey). En 2007, la compétition est transférée sur la parcours du Wykagyl Country Club à Nouvelle-Rochelle dans l'État de New York.
Le tournoi est doté de deux millions de dollars, dont 500 000 pour la gagnante.

## Sélection des joueuses
L'épreuve se tient en juillet et met aux prises 64 joueuses sélectionnées : 
- Les 30 premières du classement mondial au 27 juin.
- Les 29 premières du classement aux gains du LPGA Tour au 27 juin qui ne font pas partie du classement des 30 premières joueuses mondiales.
- 2 joueuses invitées par le sponsor principal de l'épreuve (HSBC).
- La numéro 1 du classement européen au 27 juin, si elle ne figure pas dans les joueuses déjà qualifiées.
- La tenante du titre, si elle ne figure pas dans les joueuses déjà qualifiées.
- La gagnante de l'US Open 2006, si elle ne figure pas dans les joueuses déjà qualifiées.

La liste est éventuellement complétée par les joueuses les mieux classées au classement des gains.

## Palmarès
| Année | Joueuse            | Nationalité  |
| ----- | ------------------ | ------------ |
| 2005  | Marisa Baena       | Colombie     |
| 2006  | Brittany Lincicome | États-Unis   |
| 2007  | Seon Hwa Lee       | Corée du Sud |